# Kings and Queens (Aerosmith)
Kings and Queens è un singolo del gruppo rock statunitense Aerosmith, pubblicato nel 1978 ed estratto dall'album Draw the Line.

## Tracce
7"
1. Kings and Queens
2. Critical Mass